# Atlas Blue
Pour les articles homonymes, voir BMM.
Atlas Blue (code AITA : 8A, code OACI : BMM, indicatif d'appel : ROYAL AIR MAROC) était une compagnie aérienne à bas prix marocaine filiale à 100 % du Groupe Royal Air Maroc. Elle est basée à l'Aéroport international Marrakech - Menara. La marque Atlas Blue a disparu le 1er novembre 2009 et est devenue prestataire de services au sein de la RAM qui lui a donné des heures de vol à des prix compétitifs.

## Création
La compagnie aérienne Atlas Blue, filiale à 100 % de Royal Air Maroc (RAM) a été créée le 29 mai 2004. Elle assure des liaisons internationales reliant les villes de province marocaine Marrakech, Tanger et Agadir à différents pays européens. L'offre comprend dans un premier temps les marchés français, italien, belge, hollandais, allemand, anglais et suisse. L'ambition d'Atlas Blue est d'élargir son champ d'activité dans les cinq années à venir[évasif] à d'autres pays européens. Les vols sont ouverts aussi bien aux touristes étrangers qu'aux résidents marocains à l'étranger et aux résidents locaux.

## Cessation du nomAtlas Blue
Depuis le 1er novembre 2009, la marque Royal Air Maroc Operated by Atlas Blue a pris le relais de la compagnie à bas prix. Atlas Blue poursuit ses activités, mais en tant que prestataire de service, sous la coupe de Royal Air Maroc.
Atlas Blue va endosser les habits de la RAM. Selon un article du quotidien marocain l'Économiste, les avions de la filiale du groupe Royal Air Maroc vont adopter prochainement le marquage de la RAM. En conséquence, la seule signature Atlas Blue va disparaître des appareils. « À compter de l'hiver prochain, RAM et sa filiale vont évoluer vers un schéma où Atlas Blue devra subsister, mais en tant que prestataire et non plus en tant que marque. RAM va lui fournir des heures de vols à des prix très compétitifs », a détaillé pour l'Économiste une source proche de la direction de la compagnie. Interrogée par L'Echo touristique, la RAM a confirmé ce repositionnement, indiquant qu'Atlas Blue allait désormais fonctionner comme un airliner. La commercialisation sera désormais gérée exclusivement par les forces de vente de Royal Air Maroc, et les avions concernés porteront la mention Royal Air Maroc, Operated by Atlas blue. Une montée en gamme des produits et des prestations à bord est aussi prévue, avec, notamment, la mise en place d'une classe affaires.

## Activité

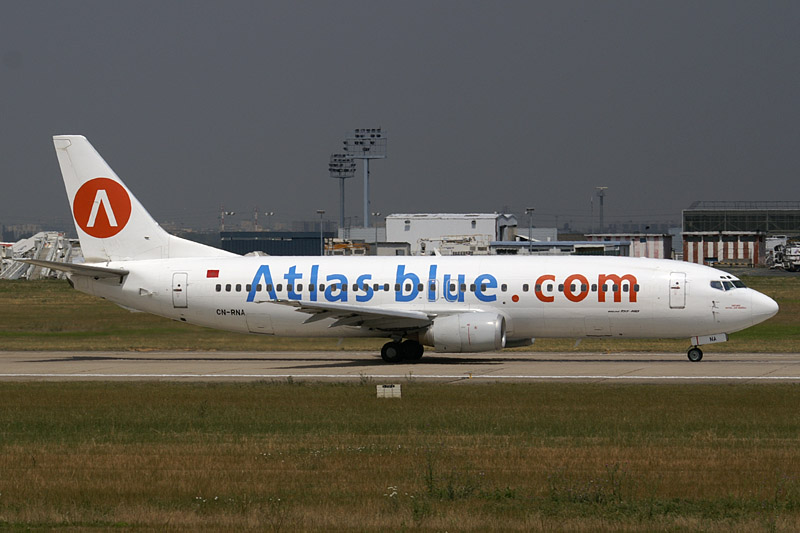
Atlas Blue Boeing 737-400

En 2007, Atlas Blue a transporté 1,3 million de passagers et a réalisé un chiffre d'affaires de près de 2 milliards de dirhams.
La compagnie réalise 160 fréquences hebdomadaires
En 2012, la compagnie disparaît du ciel marocain.

## Flotte
4 Airbus A321-200
6 Boeing B737-400
1 Boeing B737-500
1 Boeing B737-800

## Incidents
Le 3 janvier 2008 un Boeing 737 glisse sur la piste en raison du verglas à Deauville et termine sa course dans la terre. Aucun blessé n'est à déplorer.